# Niko Gießelmann
Niko Gießelmann (Hannover, 26 settembre 1991) è un calciatore tedesco, difensore del Greuther Fürth.

## Caratteristiche tecniche
È un terzino sinistro.

## Statistiche

### Presenze e reti nei club
Statistiche aggiornate al 6 settembre 2023.
| Stagione                  | Squadra                   | Campionato                | Campionato | Campionato | Coppe nazionali | Coppe nazionali | Coppe nazionali | Coppe continentali | Coppe continentali | Coppe continentali | Altre coppe | Altre coppe | Altre coppe | Totale | Totale | Totale |
| Stagione                  | Squadra                   | Comp                      | Pres       | Reti       | Comp            | Pres            | Reti            | Comp               | Pres               | Reti               | Comp        | Pres        | Reti        | Pres   | Reti   |        |
| ------------------------- | ------------------------- | ------------------------- | ---------- | ---------- | --------------- | --------------- | --------------- | ------------------ | ------------------ | ------------------ | ----------- | ----------- | ----------- | ------ | ------ | ------ |
| 2010-2011                 | Hannover 96 II            | RL                        | 14         | 0          |                 | -               | -               |                    | -                  | -                  |             | -           | -           | 14     | 0      |        |
| 2011-2012                 | Hannover 96 II            | RL                        | 27         | 5          |                 | -               | -               |                    | -                  | -                  |             | -           | -           | 27     | 5      |        |
| 2012-2013                 | Hannover 96 II            | RL                        | 32         | 10         |                 | -               | -               |                    | -                  | -                  |             | -           | -           | 32     | 10     |        |
| Totale Hannover II        | Totale Hannover II        | Totale Hannover II        | 73         | 15         |                 | -               | -               |                    | -                  | -                  |             | -           | -           | 73     | 15     |        |
| 2013-2014                 | Greuther Fürth            | 2L                        | 32+1       | 2          | CG              | 1               | 0               |                    | -                  | -                  |             | -           | -           | 34     | 2      |        |
| 2014-2015                 | Greuther Fürth            | 2L                        | 31         | 4          | CG              | 2               | 0               |                    | -                  | -                  |             | -           | -           | 33     | 4      |        |
| 2015-2016                 | Greuther Fürth            | 2L                        | 31         | 1          | CG              | 1               | 0               |                    | -                  | -                  |             | -           | -           | 32     | 1      |        |
| 2016-2017                 | Greuther Fürth            | 2L                        | 31         | 0          | CG              | 2               | 0               |                    | -                  | -                  |             | -           | -           | 33     | 0      |        |
| 2017-2018                 | Fortuna Düsseldorf        | 2L                        | 33         | 3          | CG              | 2               | 0               |                    | -                  | -                  |             | -           | -           | 35     | 3      |        |
| 2018-2019                 | Fortuna Düsseldorf        | BL                        | 30         | 0          | CG              | 2               | 0               |                    | -                  | -                  |             | -           | -           | 32     | 0      |        |
| 2019-2020                 | Fortuna Düsseldorf        | BL                        | 25         | 1          | CG              | 3               | 0               |                    | -                  | -                  |             | -           | -           | 28     | 1      |        |
| Totale Fortuna Dusseldorf | Totale Fortuna Dusseldorf | Totale Fortuna Dusseldorf | 88         | 4          |                 | 7               | 0               |                    | -                  | -                  |             | -           | -           | 95     | 4      |        |
| 2020-2021                 | Union Berlino             | BL                        | 13         | 0          | CG              | 2               | 0               |                    | -                  | -                  |             | -           | -           | 15     | 0      |        |
| 2021-2022                 | Union Berlino             | BL                        | 28         | 3          | CG              | 3               | 0               | UECL               | 6                  | 0                  |             | -           | -           | 37     | 3      |        |
| 2022-2023                 | Union Berlino             | BL                        | 26         | 0          | CG              | 3               | 0               | UEL                | 7                  | 0                  |             | -           | -           | 36     | 0      |        |
| Totale Union Berlino      | Totale Union Berlino      | Totale Union Berlino      | 67         | 3          |                 | 8               | 0               |                    | 13                 | 0                  |             | -           | -           | 88     | 3      |        |
| set.2023-2024             | Greuther Fürth            | 2L                        | 0          | 0          | CG              | 0               | 0               |                    | -                  | -                  |             | -           | -           | 0      | 0      |        |
| Totale Greuther Fürth     | Totale Greuther Fürth     | Totale Greuther Fürth     | 126        | 7          |                 | 6               | 0               |                    | -                  | -                  |             | -           | -           | 132    | 7      |        |
| Totale carriera           | Totale carriera           | Totale carriera           | 354        | 26         |                 | 21              | 0               |                    | 13                 | 0                  |             | -           | -           | 388    | 29     |        |

## Palmarès

### Club

#### Competizioni nazionali
- 2. Fußball-Bundesliga: 1

Fortuna Düsseldorf: 2017-2018